# 利伯蒂科納 (新澤西州)
利伯蒂科納（英語：Liberty Corner）是位於美國新澤西州薩默塞特縣的普查規定居民點。

## 人口
根據2020年美國人口普查的數據，利伯蒂科納的面積為5.00平方千米，當中陸地面積為4.98平方千米，而水域面積為0.02平方千米。當地共有人口1877人，而人口密度為每平方千米375.4人。